# Municipio de El Chol
Municipio de El Chol är en kommun i Guatemala.   Den ligger i departementet Departamento de Baja Verapaz, i den centrala delen av landet, 30 km norr om huvudstaden Guatemala City.